# Куканиев, Мухамадшо Ахмадович
Мухамадшо Ахмадович Куканиев (1 января 1960 — 24 октября 2012) — таджикский химик, член-корреспондент АН Таджикистана (2004).
Окончил химический факультет Таджикского государственного университета (1983) и аспирантуру (1986).
Работал в Институте химии им. В. И. Никитина АН РТ: младший научный сотрудник (1986—1992), старший научный сотрудник (1992—1996), с 1996 — заведующий лабораторией химии гетероциклических соединений.
Автор более 100 научных работ, в том числе монографии, 4 учебных пособий, 2 авторских свидетельств и 5 патентов.
Основные научные темы: синтез биологически активных веществ, исследование природных органических веществ, входящих в состав лекарственных растений, адсорбционно-каталитическая активность бентонитовых глин и нефти юга Таджикистана.
Доктор химических наук (1997), профессор (2001), член-корреспондент АН Таджикистана (2004).
Подготовил 2 докторов и 11 кандидатов наук.
Награждён орденом «Шараф» (2003).